# Llac Làdoga
El llac Làdoga (en rus Ла́дожское о́зеро, Làdojskoie ózero, en finès, Laatokka) és un llac d'aigua dolça de Rússia, situat a la República de Carèlia i l'óblast de Leningrad, prop de la frontera amb Finlàndia. Amb una àrea de 17.700 km², és el llac més gran d'Europa i el 15è del món. Al seu interior hi ha 660 illes que tenen una superfície de 435 km². La majoria d'aquestes illes són prop de la costa nord-oest. El llac desemboca al golf de Finlàndia (mar Bàltic) a través del riu Nevà.
L'àrea de la seva conca hidrogràfica és de 276.000 km². Aquesta conca inclou uns 50.000 llacs i 3.500 rius amb més de 10 km de longitud. El 85% de l'aigua del llac prové dels principals afluents:
- El Svir, des del llac Onega (al sud-est);
- El Vuoksi, des del llac Saimaa a Finlàndia (a l'oest);
- El Vólkhov, des del llac Ilmen (al sud).

Al llac Làdoga hi té el seu hàbitat una espècie endèmica de foca ocel·lada, anomenada foca del Làdoga.

## Etimologia
En una de les cròniques de Néstor el Cronista del segle xii s'esmenta un llac anomenat "el Gran Nevo", un enllaç clar amb el riu Nevà i possiblement més enllà amb neva ('aiguamoll, pantà' en finès).
Les antigues sagues nòrdiques i els tractats hanseàtics mencionen una ciutat feta de llacs anomenada nòrdic antic Aldeigja o Aldoga. Des de principis del segle xiv aquest hidrònim era conegut comunament com Ladoga. Segons T. N. Jackson, es pot donar "gairebé per fet que el nom de Ladoga es referia primer al riu, després a la ciutat i només en acabat al llac". Per tant, considera que l'hidrònim primari Ladoga s'origina a l'afluència homònima als cursos inferiors del riu Vólkhov el nom finès primerenc del qual era Alodejoki (corresponent al finès modern), 'riu de les terres baixes'.
El topònim germànic (Aldeigja ~ Aldoga) aviat va ser manllevat per la població eslava i transformat per mitjà de la metàtesi de l'Eslau Oriental Antic ald- → lad-. La paraula intermediaria del nòrdic antic entre la paraula finesa i l'antic eslau oriental està totalment suportada per l'arqueologia, ja que els escandinaus van aparèixer per primera vegada a Ladoga a principis dels anys 750, és a dir, un parell de dècades abans que els eslaus.
Altres hipòtesis sobre l'origen del nom el deriven del carelià: aalto 'ona' i carelià: aaltokas 'ondulat', o de la paraula dialectal russa алодь, que significa 'llac obert, camp d'aigua extens'. Eugene Helimski, en canvi, ofereix una etimologia arrelada a l'alemany. Segons la seva opinió, el nom principal del llac era Old Norse 'font vella', associada al mar obert, en contrast amb el nom del riu Nevà (que flueix del llac Làdoga) que derivaria de l'expressió alemanya per 'el nou'. Mitjançant la forma intermèdia *Aldaugja, va sorgir, referint-se a la ciutat de Làdoga.

## Geografia

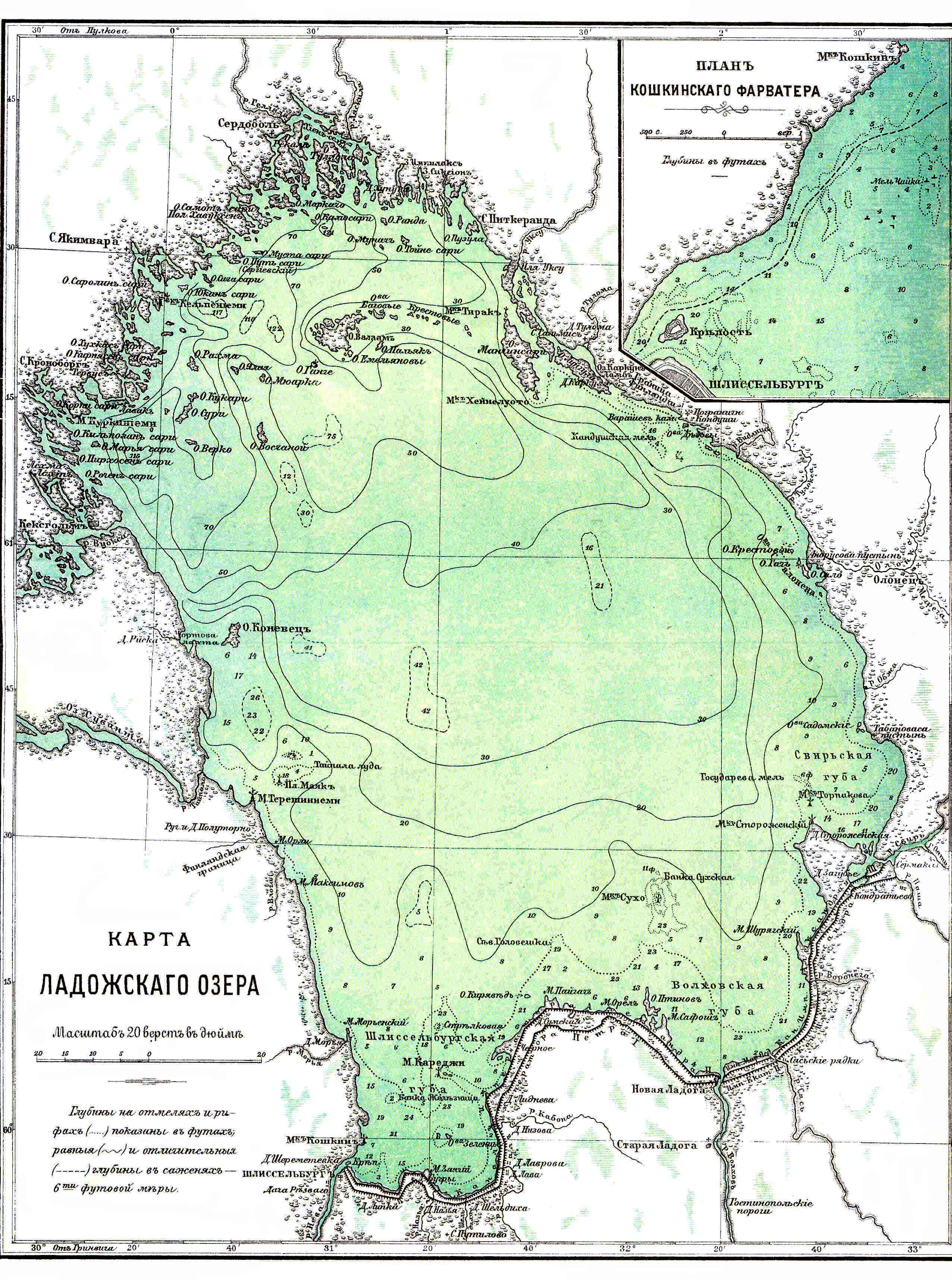
Llac Làdoga, tal com s'il·lustra al Diccionari Enciclopèdic Brockhaus i Iefron (1890—1907)

El llac té una superfície mitjana de 17.891 km² (excloent les illes), una mica més gran que Kuwait. La seva longitud de nord a sud és de 219 km i la seva amplada mitjana és de 83 km; la profunditat mitjana és de 51 m, tot i que arriba a un màxim de 230 m a la part nord-oest. Superfície de la conca: 276.000 km², volum: 837 km3 (estimat anteriorment en 908 km3). Hi ha unes 660 illes, amb una superfície total d'unes 435 km². Làdoga té, de mitjana, 5 m sobre el nivell del mar. La majoria de les illes, inclòs el famós arxipèlag de Valaam, Kilpola i Konevets, es troben al nord-oest del llac.
Separat de la mar Bàltica per l'Istme de Carèlia, desemboca al golf de Finlàndia a través del Riu Nevà.
El llac Làdoga és navegable, ja que forma part de la via fluvial Volga-Bàltica que connecta la mar Bàltica amb el riu Volga. El canal de Ladoga passa per alt el llac al sud, connectant el Neva amb el Svir.
La conca del llac Làdoga inclou uns 50.000 llacs i 3.500 rius de més de 10 km. Al voltant del 85% de l'entrada d'aigua es deu als afluents, el 13% a les precipitacions i el 2% a les aigües subterrànies.

## Història geològica

Llac Ancylus cap al 7.000 aC.

Geològicament, la depressió del llac Làdoga és una estructura de graben i sinclinal d'edat proterozoica (Precambrià). Aquesta "estructura Ladoga-Pasha", com es coneix, acull sediments jotnians. Durant les glaciacions del Plistocè, la depressió va ser parcialment despullada del seu farciment de roca sedimentària per sobre aprofundiment glacial. Durant l'últim màxim glacial, uns 17.000 anys aC, el llac va servir probablement com a canal que concentrava el gel de la capa de gel de Fennoscandia en un corrent de gel que alimentava els lòbuls de la glacera més a l'est.
La desglaciació després de la glaciació de Weichselian va tenir lloc a la conca del llac Ladoga entre 12.500 i 11.500 anys de radiocarboni BP. El llac Ladoga va formar part inicialment del llac de gel del Bàltic (70–80 m sobre el nivell del mar actual), una etapa històrica d'aigua dolça de la Mar Bàltica. És possible, encara que no segur, que Làdoga n'hagués estat aïllada durant la regressió de l'etapa salobre del Mar de Yoldia posterior (10.200–9.500 BP). El llindar d'aïllament hauria de ser a Heinjoki, a l'est de Víborg, on la mar Bàltica i Làdoga estaven connectats per un estret o una desembocadura del riu almenys fins a la formació del riu Nevà, i possiblement fins i tot molt més tard, fins al segle xii dC.
Als 9.500 BP, el Llac Onega, que abans desembocava a la Mar Blanca, va començar a desembocar a Làdoga a través del riu Svir. Entre 9.500 i 9.100 aC, durant la transgressió del llac Ancylus, la següent etapa d'aigua dolça del Bàltic, Làdoga, sens dubte, en va formar part, encara que no s'havien connectat immediatament abans. Durant la regressió posterior del llac Ancylus, al voltant de 8.800 BP Làdoga es va aïllar.
Làdoga va girar lentament a la seva part sud a causa de l'aixecament de l’escut bàltic al nord. S'ha plantejat, però no provat, que les aigües del Mar de Littorina, la següent etapa d'aigües salobres del Bàltic, van envair ocasionalment Làdoga entre 7.000 i 5.000 aC. Al voltant de 5.000 BP les aigües del llac Saimaa van penetrar en Salpausselkä i van formar una nova desembocadura, el riu Vuoksi, entrant al llac Làdoga a la cantonada nord-oest i augmentant el seu nivell entre 1 i 2 m.
El Riu Nevà es va originar quan les aigües de Làdoga van trencar per fi el llindar de Porogi cap a les parts baixes del riu Izhora, aleshores un afluent del golf de Finlàndia, entre 4.000 i 2.000 BP. La datació d'alguns sediments a la part nord-oest del llac Làdoga suggereix que va passar als 3.100 anys de radiocarboni BP (3.410–3.250 anys naturals BP).

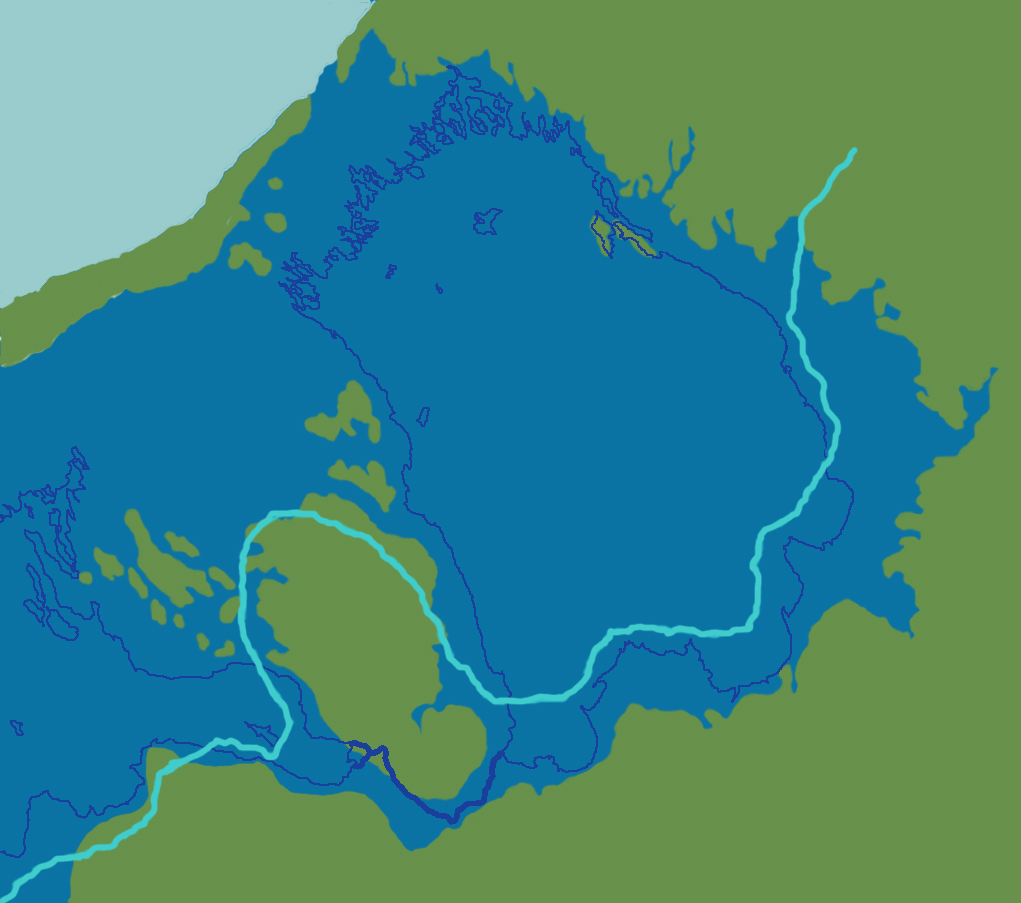
Llac Làdoga com a part del llac de gel del Bàltic (entre 11200 i 10500 anys BP). La línia blava clara marca el marge de la capa de gel per 13300 cal any BP.
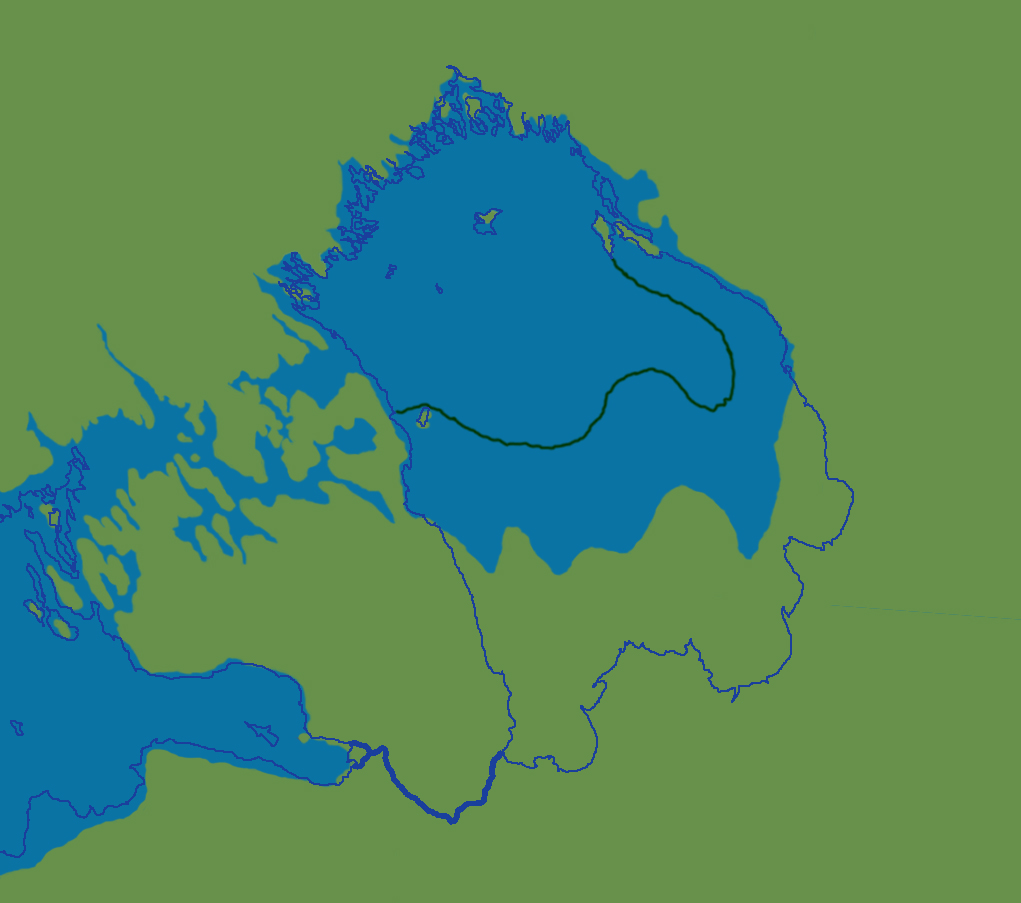
Llac Làdoga com a part del llac Ancylus (entre 9300 i 9200 anys BP). La línia verd fosc marca la costa sud del llac Ladoga durant l’etapa de Yoldia de la conca del Bàltic.

## Fauna salvatge
El Làdoga és ric en peixos. S'han trobat 48 formes (espècies i tàxons infraespecífics) de peixos al llac, entre les quals s'inclouen rutilus, brema, lucioperca, perca de riu, gymnocephalus cernua, varietat endèmica d'osmèrids, dues varietats de corègon blanc (vendace), vuit varietats de Coregonus lavaretus., una sèrie d'altres salmònids així com, encara que rarament, l'esturió atlàntic en perill d'extinció (abans confós amb l'esturió comú). La pesca comercial va ser una vegada una indústria important, però s'ha vist afectada per la sobrepesca. Després de la guerra, entre 1945 i 1954, la captura anual total va augmentar i va arribar a un màxim de 4.900 tones. Tanmateix, la pesca desequilibrada va provocar una disminució dràstica de les captures el 1955–1963, de vegades fins a 1.600 tones anuals. La pesca d'arrossegament està prohibida al llac Ladoga des de 1956 i es van imposar algunes altres restriccions. La situació es va recuperar gradualment i, entre 1971 i 1990, les captures oscil·laven entre 4.900 i 6.900 tones anuals, aproximadament el mateix nivell que la captura total de 1938. Es desenvolupen les piscifactories i la pesca recreativa.
Té la seva pròpia subespècie endèmica de foca ocel·lada coneguda com a foca Làdoga.
Des de principis de la dècada de 1960 Làdoga s'ha eutrofitzat considerablement.
La reserva natural de Nizhnesvirski està situada al llarg de la riba del llac Làdoga immediatament al nord de la desembocadura del riu Svir.
El Ladoga té una població de truita alpina que està genèticament propera a la dels llacs Sommen i Vättern al sud de Suècia.

## Història
A l'edat mitjana, el llac va formar una part vital de la ruta comercial dels varegs als grecs, amb l'empori nòrdic de Stàraia Làdoga —que pren el nom del llac— defensant la desembocadura del Volkhov des del segle viii. En el transcurs de les Guerres sueco-novgorodeses, la zona va ser disputada entre la República de Nóvgorod i Suècia. A principis del segle xiv, les fortaleses de Korela (Kexholm) i Schlüsselburg (Nöteborg) es van establir a la vora del llac.

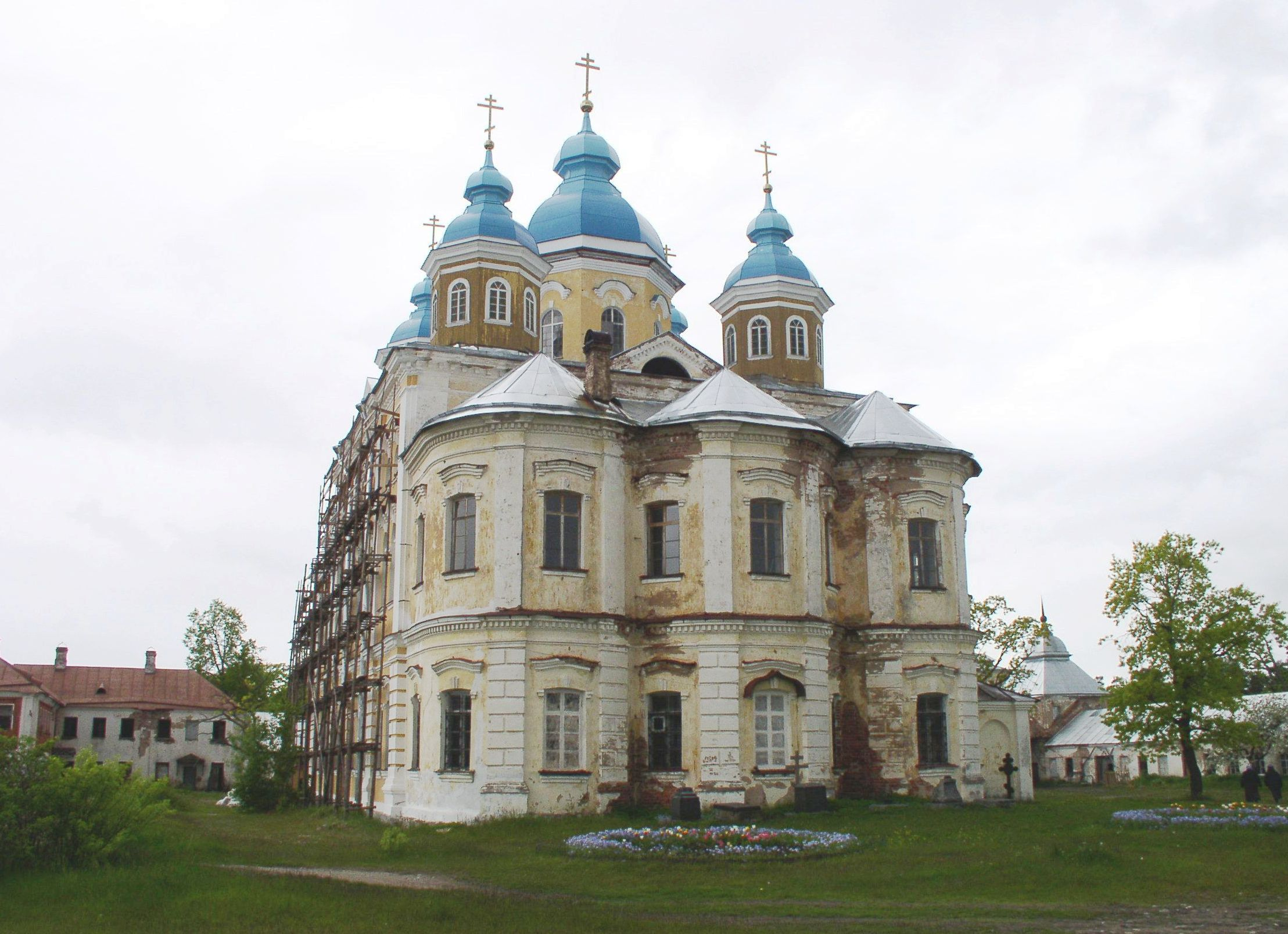
monestir de Konevski

L'antic monestir de Valaam es fundà a l'illa del mateix nom (en finès Valamo), la més gran del llac; fou abandonat entre el 1611 i el 1715, restaurat durant el segle xviii i evacuat a Finlàndia durant la Guerra d'Hivern el 1940. L'activitat monàstica fou recuperada el 1989. Altres claustres propers són el monestir de Konevets i el monestir d'Aleksandr Svirski.
Durant la Guerra d'Íngria, una fracció de la costa de Làdoga va ser ocupada per Suècia. L'any 1617, pel tractat de Stolbovo, la costa nord i oest va ser cedida per Rússia a Suècia. El 1721, després de la Gran Guerra del Nord, va ser restituït a Rússia pel Tractat de Nystad. Al segle xviii, el canal de Làdoga es va construir per evitar el llac que era propens a vents i tempestes que van destruir centenars de vaixells de càrrega.
Entre el 1617 i el 1721, el llac dibuixava la frontera entre Rússia i Suècia i, posteriorment, entre 1812 i 1940, el llac va ser compartit entre Finlàndia i Rússia. D'acord amb les condicions del Tractat de Tartu de 1920, la militarització del llac estava severament restringida. Tanmateix, tant la Rússia soviètica com Finlàndia tenien flotilles a Ladoga (vegeu també Destacament naval finlandès de Ladoga). Després de la Guerra d'Hivern (1939–1940) segons el Tractat de Pau de Moscou, Ladoga, prèviament compartida amb Finlàndia, es va convertir en una conca interna de la Unió Soviètica.
Durant la Segona Guerra Mundial no només hi van operar vaixells finlandesos i soviètics, sinó també alemanys i italians (vegeu també Destacament naval K i Regia Marina). En aquestes circumstàncies, durant gran part del setge de Leningrad (1941–1944), el llac Làdoga va proporcionar l'únic accés a la ciutat assetjada, ja que una secció de la riba oriental va romandre en mans soviètiques. Els subministraments es van transportar a Leningrad amb camions a les carreteres d'hivern sobre el gel, el "Camí de la Vida", i en vaixell a l'estiu. Després de la Segona Guerra Mundial, Finlàndia va tornar a perdre la regió de Carèlia davant l'URSS, i tots els ciutadans finlandesos van ser evacuats del territori cedit. Làdoga va tornar a ser una conca interna soviètica. La costa nord, Làdoga Karelia amb la ciutat de Sortavala, ara forma part de la República de Carèlia. La costa occidental, l'Istme de Carèlia, va passar a formar part de Óblast de Leningrad.

## Llistes

### Afluents
- Riu Svir des del llac Onega (sud-est, cabal: 790 m3/s);
- Riu Vólkhov del llac Ilmen (sud, cabal: 580 m3/s);
- Riu Vuoksi (i riu Burnaya) del llac Saimaa a Finlàndia (oest, cabal: 540 m3/s).
- Riu Syas (sud, cabal: 53 m3/s).
- Riu Olonka des del llac Utozero

### Pobles al costat del llac
- Schlüsselburg (a 59° 56′ N, 31° 02′ E / 59.933°N,31.033°E)
- Novaia Ladoga (a 60° 06′ N, 32° 18′ E / 60.100°N,32.300°E)
- Syasstroy (a 60° 08′ N, 32° 34′ E / 60.133°N,32.567°E)
- Pitkyaranta (a 61° 34′ N, 31° 28′ E / 61.567°N,31.467°E)
- Sortavala (a 61° 42′ N, 30° 41′ E / 61.700°N,30.683°E)
- Lakhdenpokhya (a 61° 31′ N, 30° 12′ E / 61.517°N,30.200°E)
- Priozersk (a 61° 02′ N, 30° 08′ E / 61.033°N,30.133°E)

## Galeria d'imatges

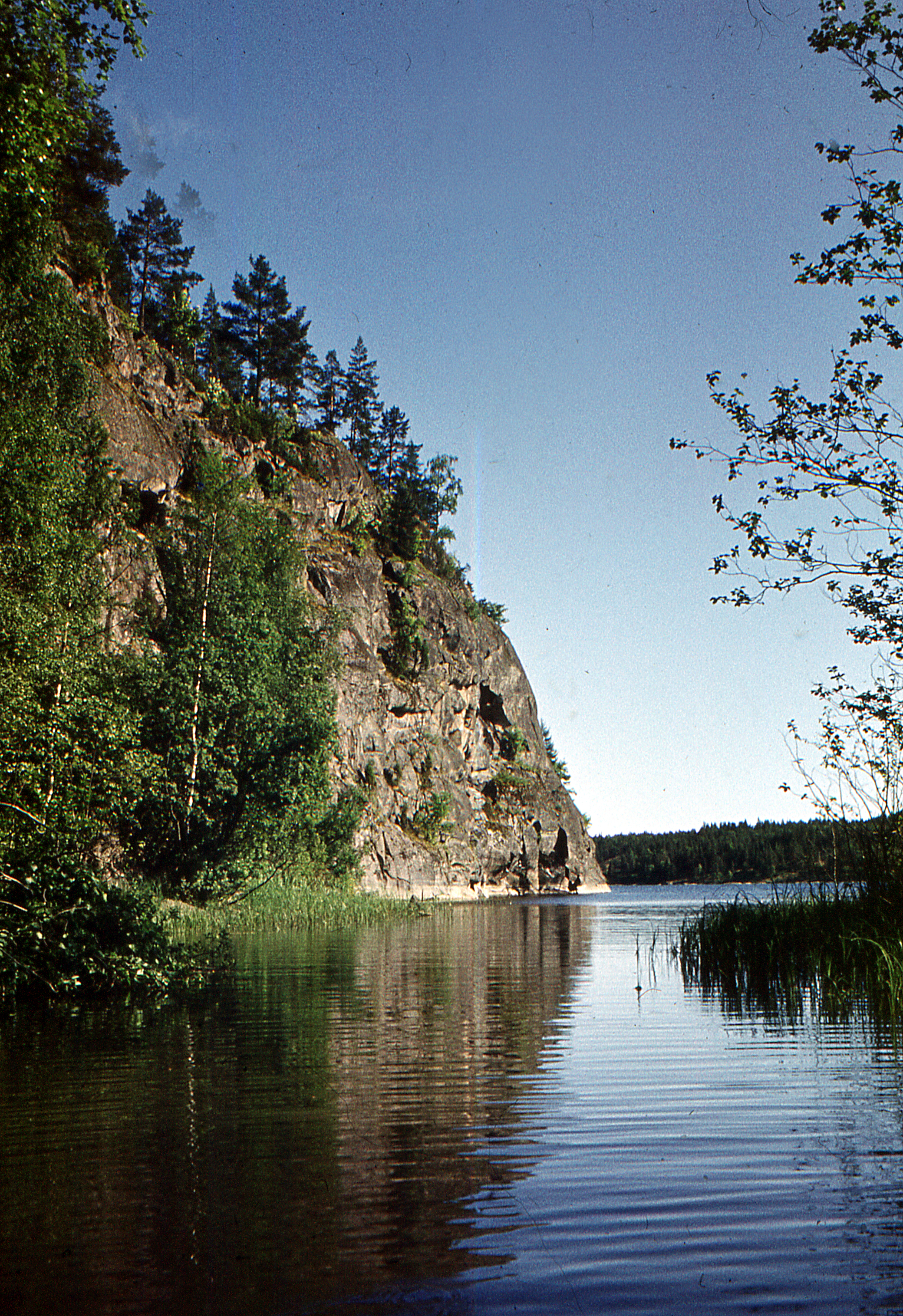
Costa rocosa
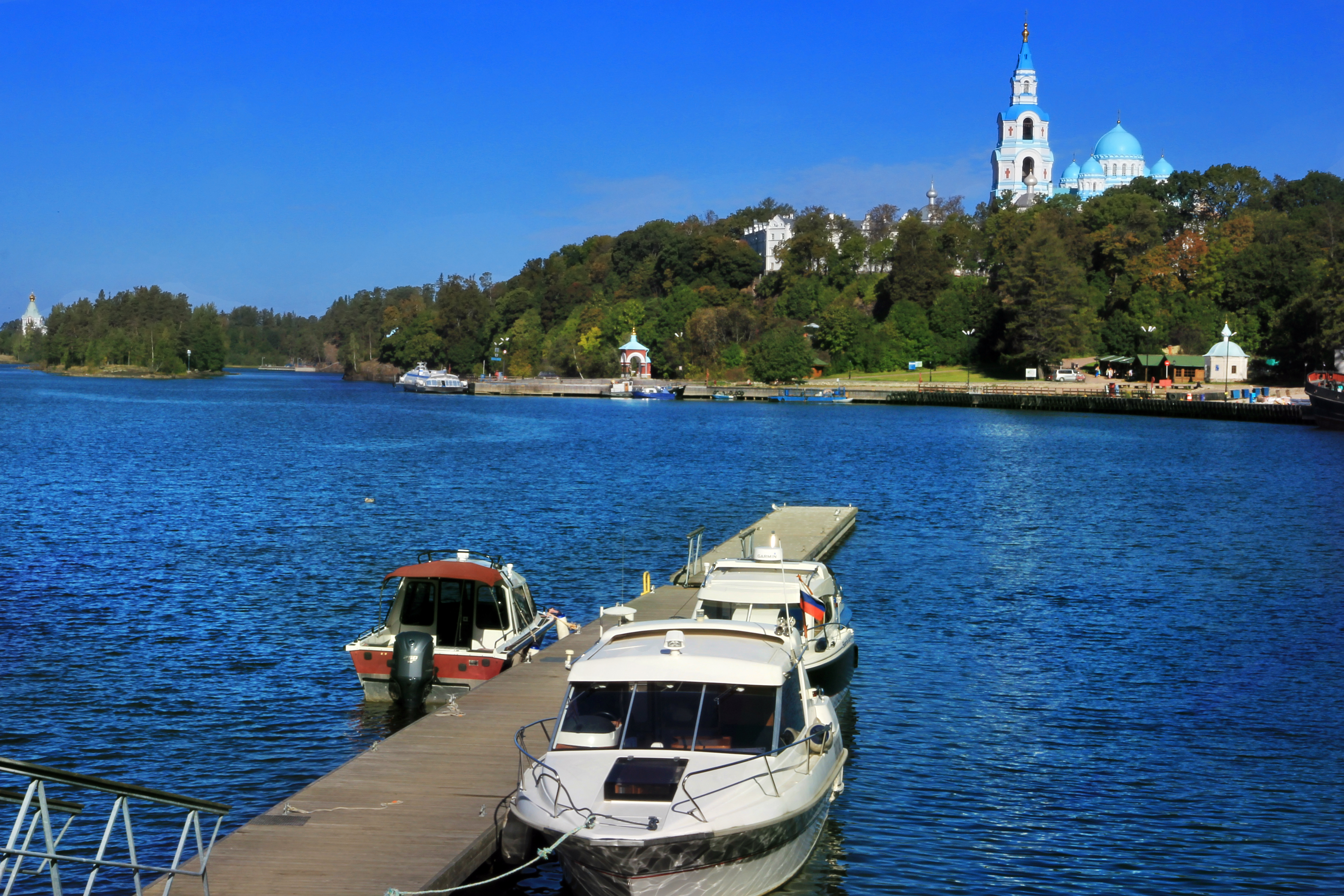
L'arxipèlag del llac Ladoga amb el monestir de la Transfiguració del Salvador
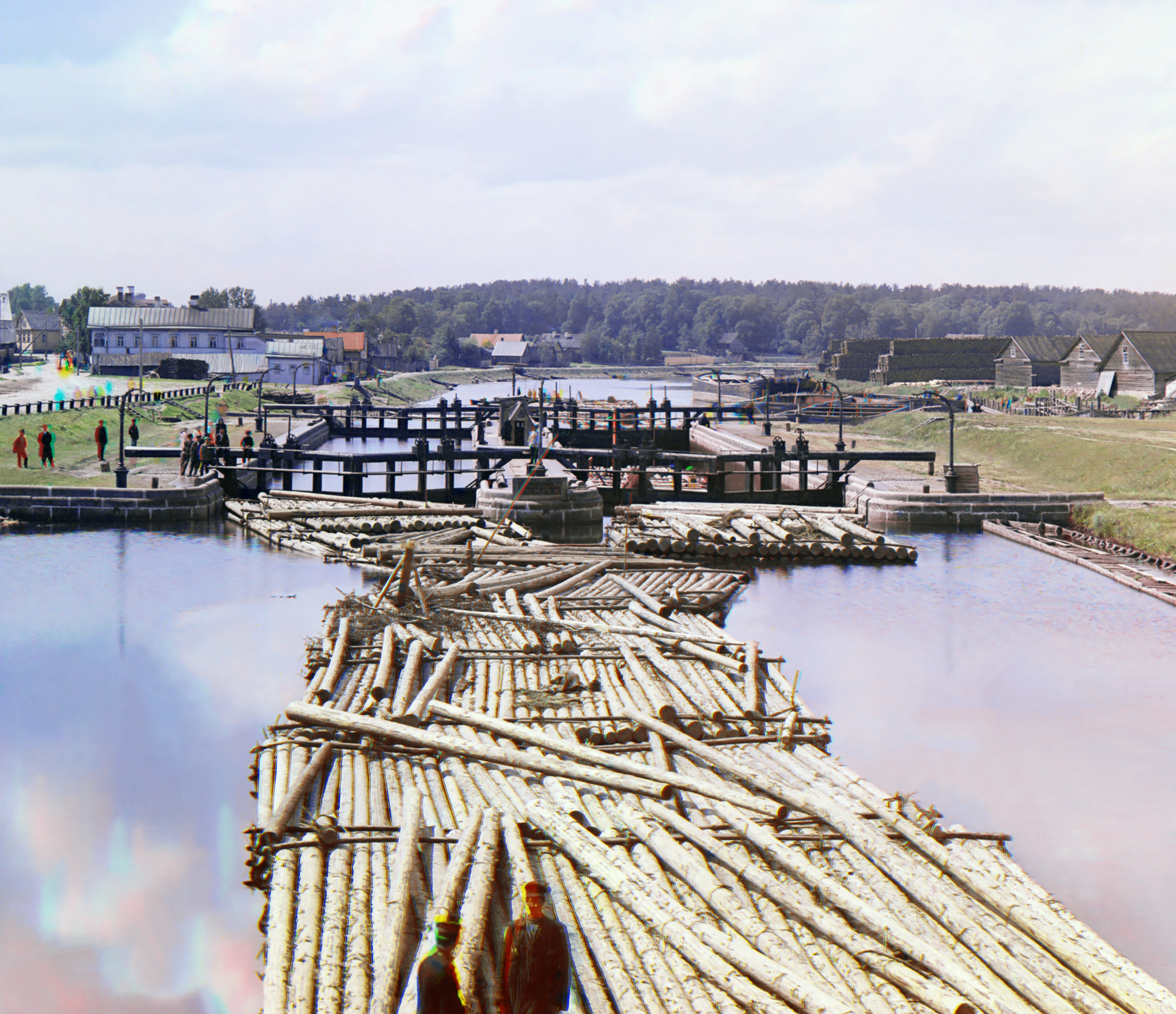
Basses al Canal de Pere el Gran. Ciutat de Shlisselburg
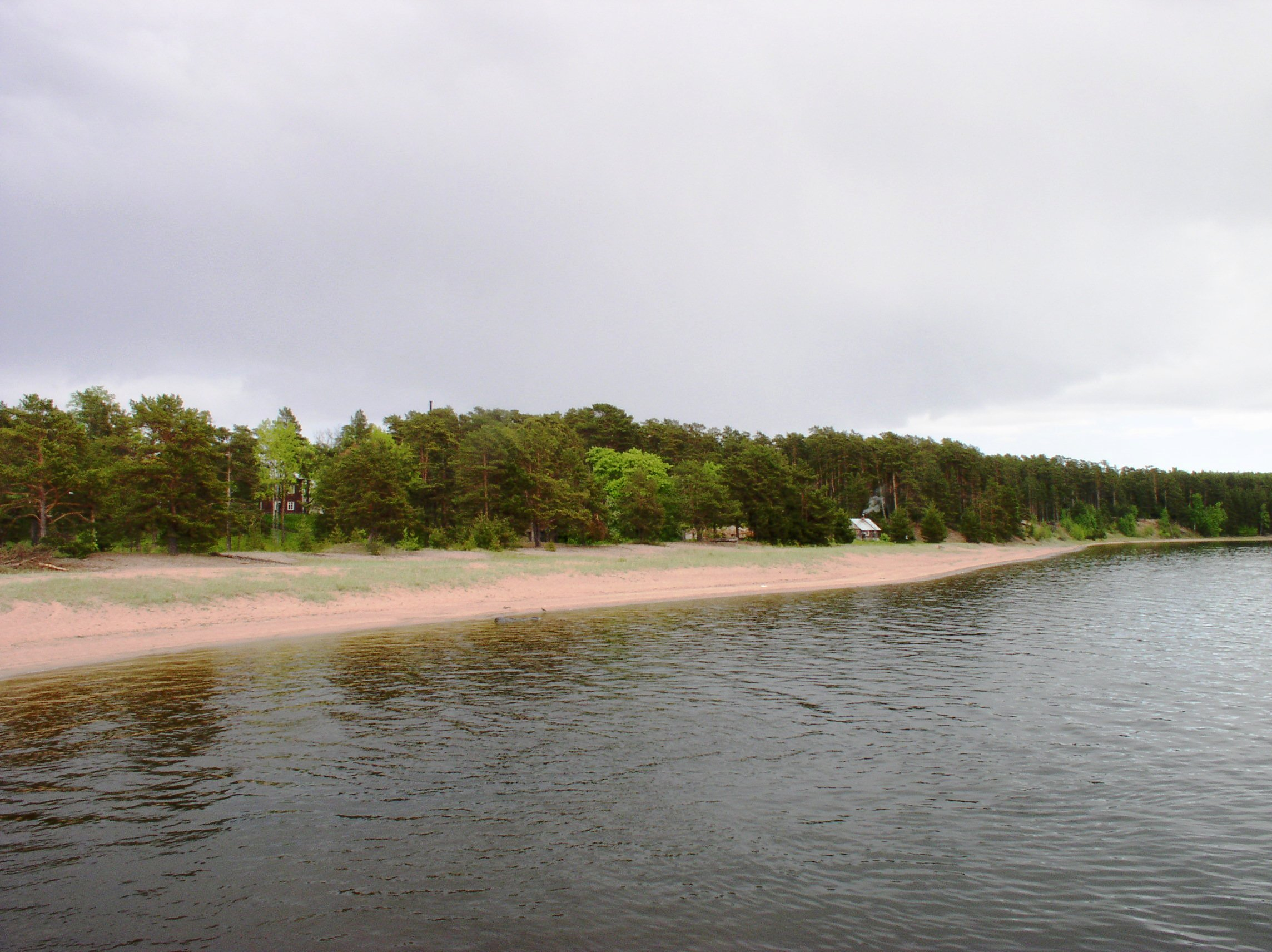
Illa Konevets
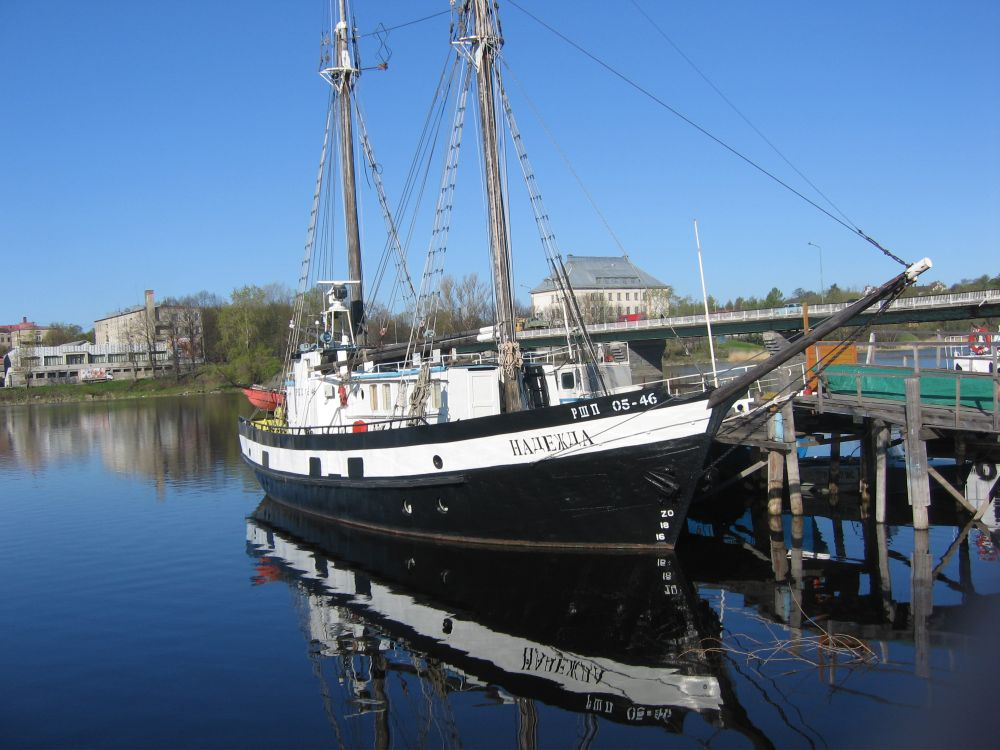
Port de Sortavala, Carèlia
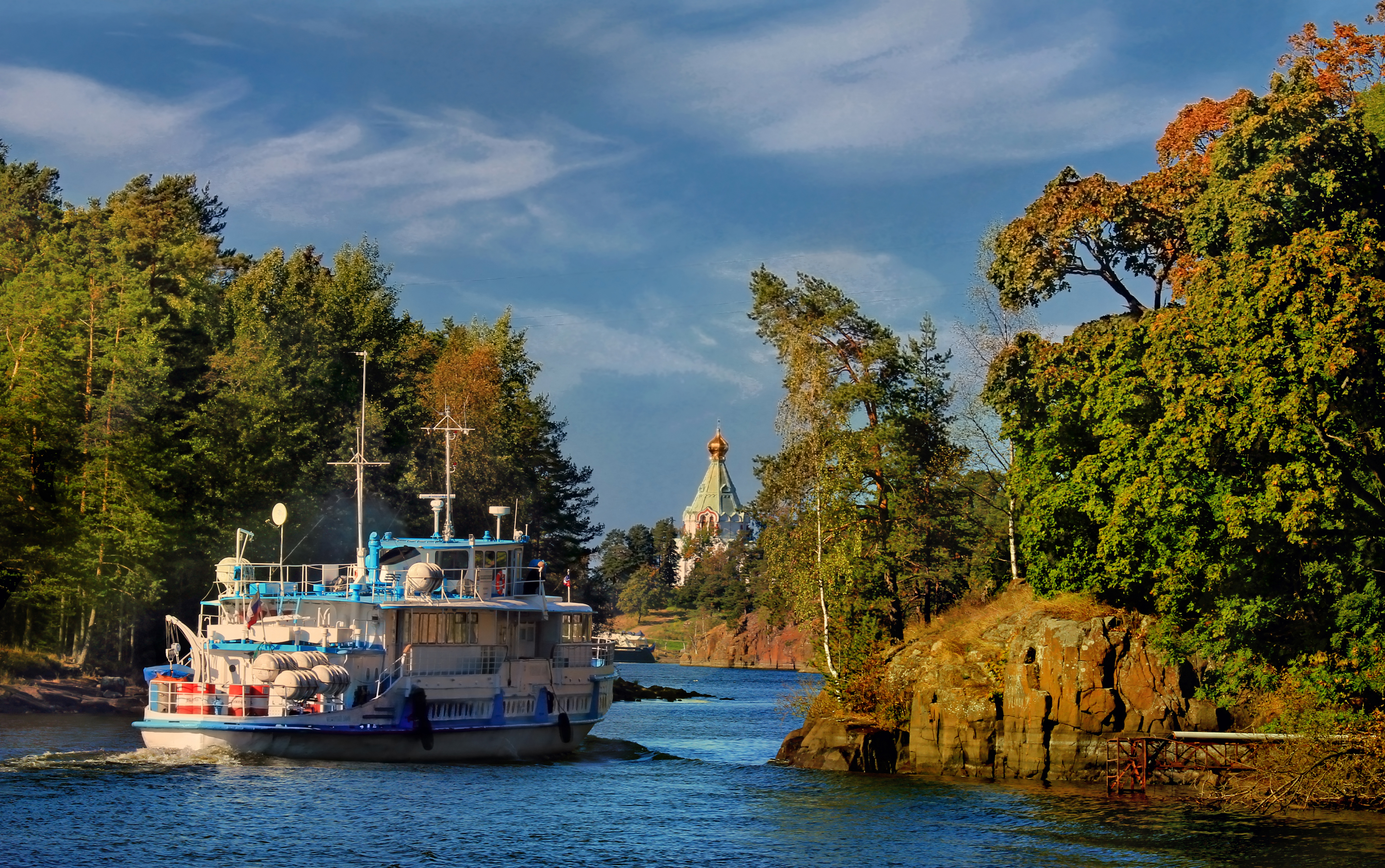
Sant Nicolau Skete a l'illa Valaam al llac Ladoga i un petit vaixell
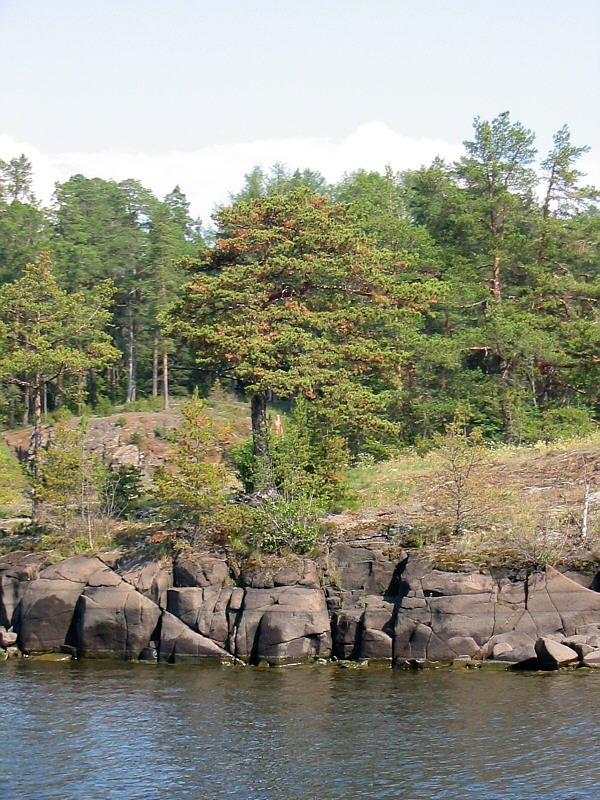
Arxipèlag de Valaam
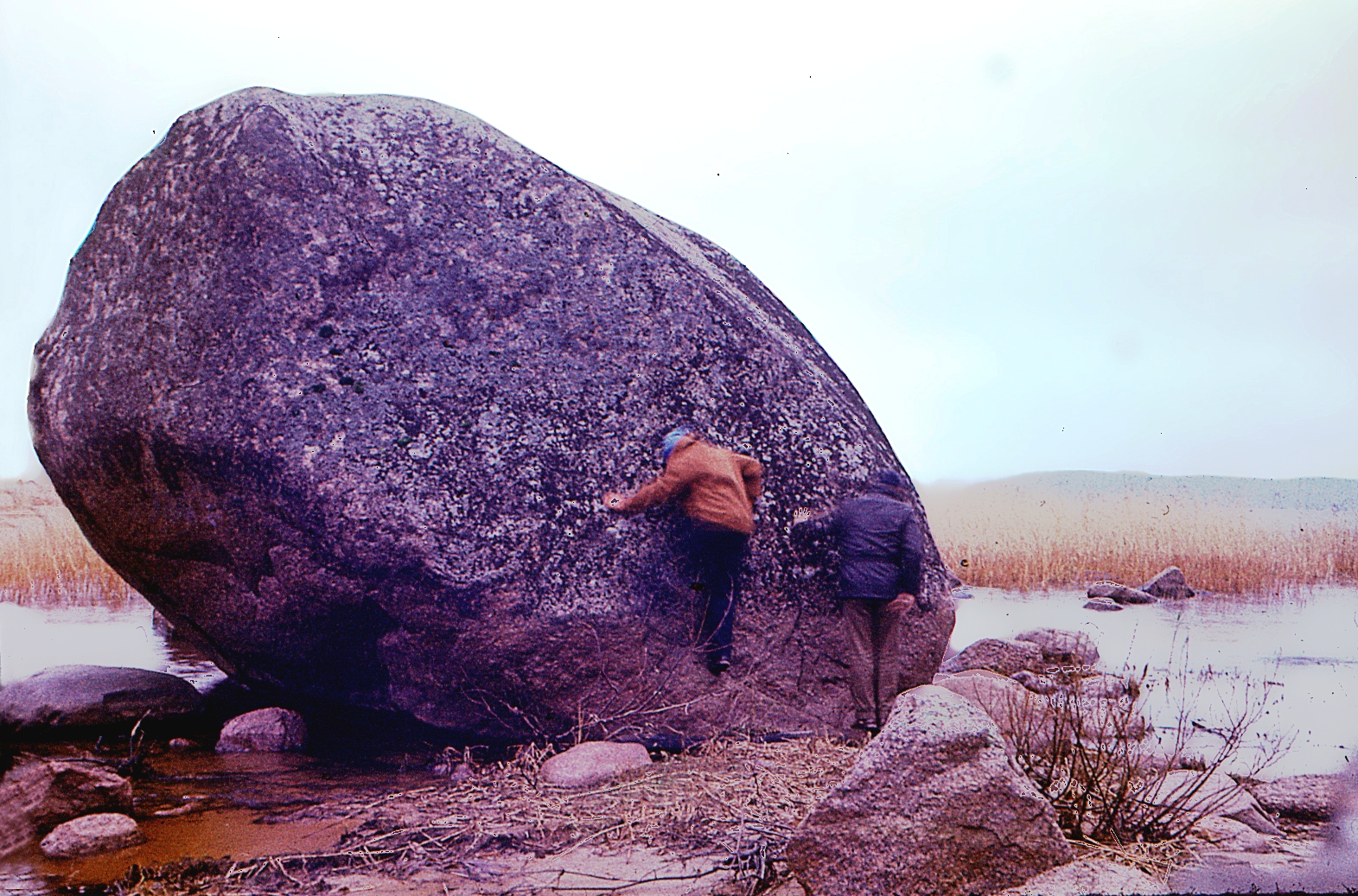
Boulder a Vidlitsa, costa oest

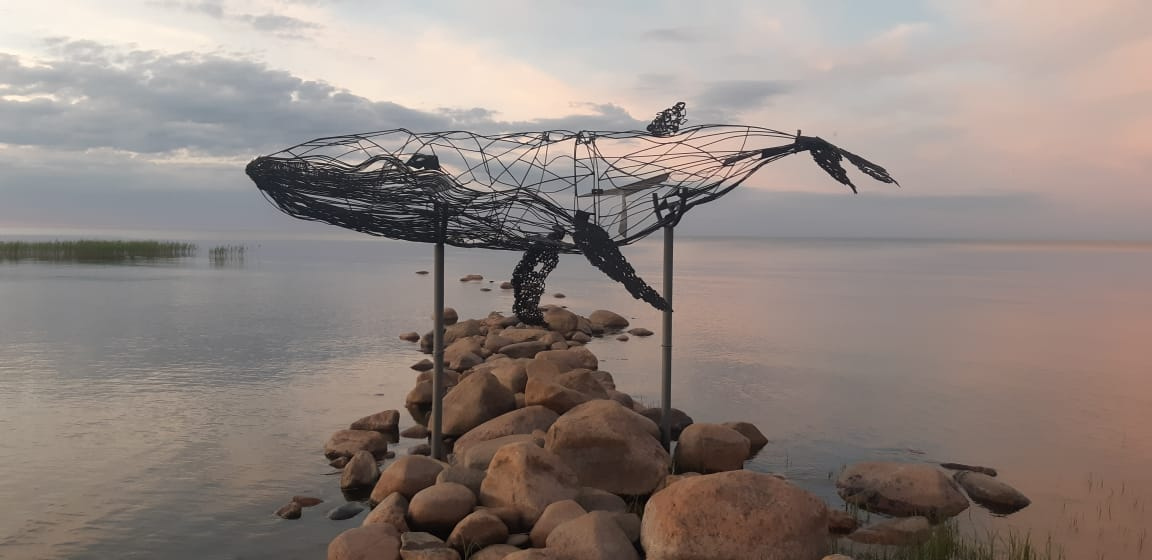
Balena de ferro al llac Ladoga

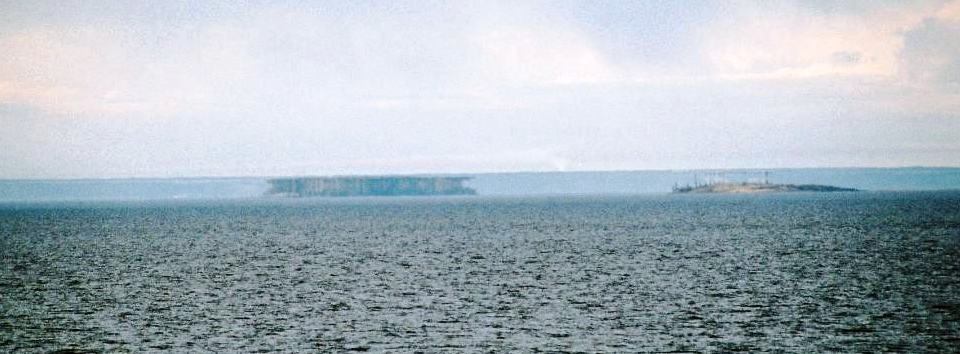
Miratge al llac Ladoga
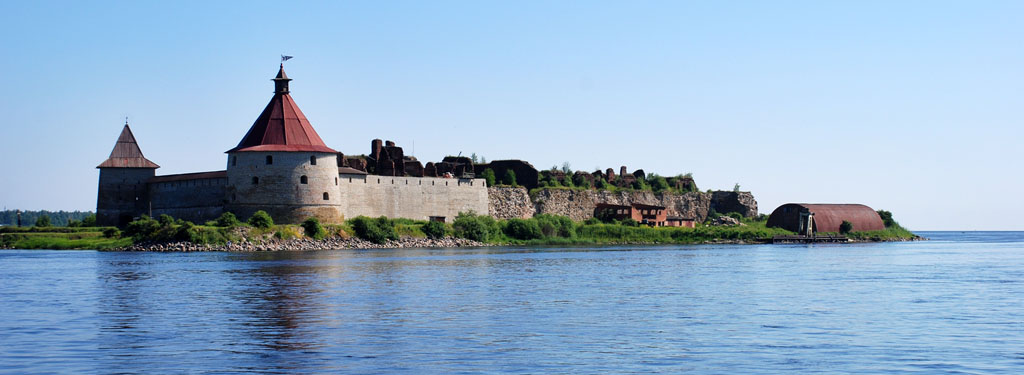
Fortalesa d'Oreshek a la costa de Ladoga a Shlisselburg

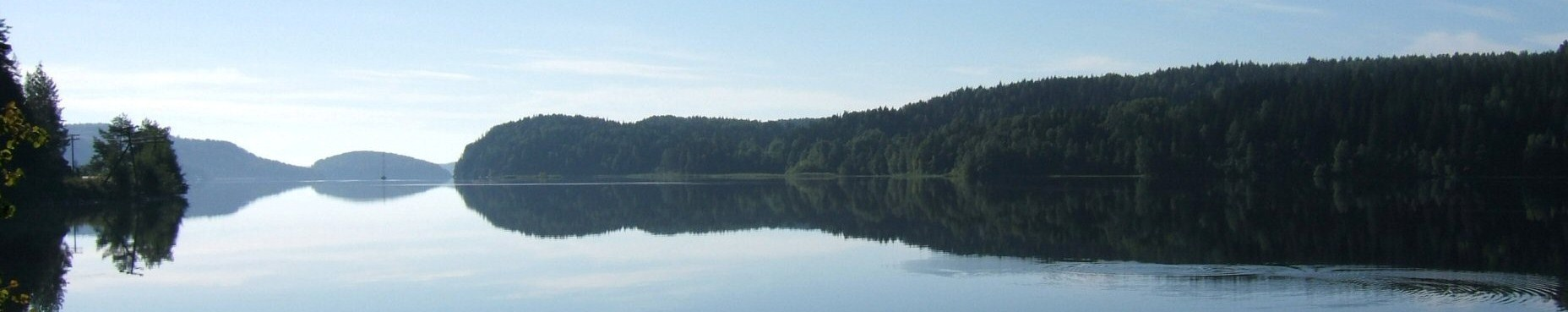
Vista